# Amac (carburateur)
Amac is een Brits historisch producent van carburateurs. 
De bedrijfsnaam was: Aston Motor Accessories Co, Birmingham. 
Amac begon haar productie in het begin van de jaren tien van de 20e eeuw. Op de Olympia Show in Londen van 1911 werden verschillende motorfietsen getoond met een Amac-carburateur. Als specialist in motorfietscarburateurs werden veel Britse merken klant van Amac, maar ook Moto Guzzi gebruikte voor de overstap op het Italiaanse Dell'Orto carburateurs van Amac. In 1920 nam munitiefabrikant Kynoch, die ook motorfietsen produceerde, Amac over en tegelijk met Kynoch werd Amac in 1924 weer overgenomen door Nobel Industries, dat in 1927 opging in ICI. In dat jaar werden drie Britse carburateurfabrikanten samengevoegd in één bedrijf: Amac, Brown & Barlow en Binks vormden samen Amalgameted Carburettors. Toch werden er halverwege de jaren dertig nog steeds carburateurs onder de merknaam "Amac" geleverd. 